# Cordillera Central (Dominikanska republiken)
Cordillera Central är en bergskedja i Dominikanska republiken. Den ligger i den centrala delen av landet, 120 km nordväst om huvudstaden Santo Domingo.
Cordillera Central sträcker sig 11,0 km i öst-västlig riktning. Den högsta toppen är Pico Duarte, 3 087 meter över havet.
Topografiskt ingår följande toppar i Cordillera Central:
- Loma del Pico
- Loma La Pelona
- Loma La Rucilla
- Pico del Yaque
- Pico Duarte